# Perdigão (marca)

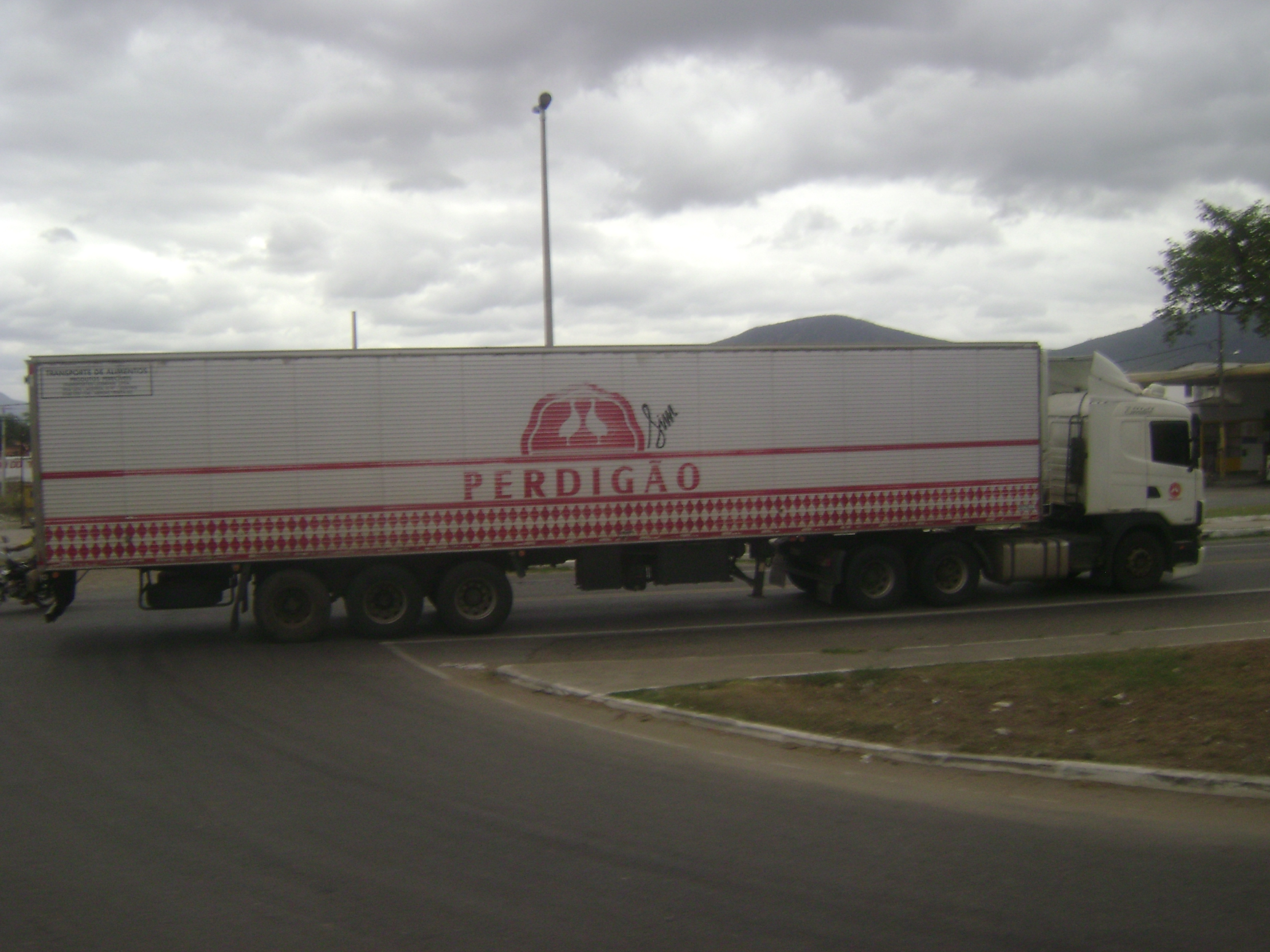
Caminhão da Perdigão a transitar na BR-116 em Jequié, Bahia.

Perdigão é uma marca brasileira de alimentos frigoríficos que nasceu no município de Videira, Santa Catarina. Atualmente pertencente à BRF.
A Perdigão adquiriu nos últimos anos um dos mais elevados faturamentos comprando diversas indústrias do setor de alimentos tais como a Batavo S/A e recentemente fechou acordo com a Sadia uma das maiores empresas de processamento de alimentos do Brasil, que se tornou subsidiária da  empresa. Os proprietários a partir de 19 de maio de 2009 decidiram renomear o nome Perdigão para BRF, a mais nova gigante do setor alimentício do país.

## História
Fundada em 1934, pelos irmãos Ângelo e Pedro Ponzoni e por André David, Arthur, Guilherme, Abrão e Saul Brandalise, na cidade de Videira (antiga vila das Perdizes), meio-oeste de Santa Catarina, a Perdigão tem sua trajetória associada à própria história do setor alimentício no país. A empresa, que se originou de um pequeno armazém de secos e molhados, iniciou as atividades industriais com um abatedouro de suínos em 1939. A empresa tem participação expressiva nos segmentos de industrializados (linguiça, salsicha, presuntaria, mortadela e outros) e congelados de carne (hambúrguer, almôndegas, quibes, cortes e outros), com um market share de 24,2% e 35,0%, respectivamente, no segundo bimestre de 2006, de acordo com medição Nielsen. No segmento pratos prontos/massas, a participação é de 39,0%, de acordo com dados do mesmo período.
No final da década de 80 e durante a década de 90 a Perdigão montou uma equipe de Futsal com sede em Videira que colecionou títulos estaduais, nacionais e o mundial de clubes estando os troféus expostos no município de Videira na galeria de títulos da SERP.
Companhia de capital aberto, é controlada desde 1994 por um pool de fundos de pensão. Sua gestão é totalmente profissionalizada. Foi a primeira empresa brasileira de alimentos a lançar ações (ADRs) na Bolsa de Nova York. Em 2001, fez parte do primeiro grupo de empresas a aderir ao Nível I de Governança Corporativa da B3. Em 2006, a empresa pulverizou seu controle acionário e entrou para o Novo Mercado da B3, o nível mais alto de Governança Corporativa.
Em fevereiro de 2000, adquire 49% das ações do frigorífico Batávia, somente no mercado de carnes.
Com receita líquida de R$ 5,15 bilhões, registrada em 2005, atua na produção, no abate de aves e suínos e no processamento de produtos industrializados, elaborados e congelados de carne, além dos segmentos de massas prontas, tortas, pizzass, folhados e vegetais congelados. Em 2005, passou a abater bovinos, além de ingressar nos segmento de margarinas. Sua capacidade instalada é de abater 10 milhões de cabeças de aves/semana e 70 mil cabeças de suínos/semana e frigorificar 730 mil toneladas de carne de aves por ano e 510 mil toneladas de carnes de suínos/ano.
Em maio de 2006, a empresa adquiriu 51% das ações da Batávia S/A (e em 2007 adquiriu os outros 49% que eram de posse da Parmalat, se tornando a única dona da Batávia), entrando no mercado de lácteos, buscando a consolidação como uma empresa de alimentos. A empresa possui 16 unidades industriais de carnes - localizadas em Santa Catarina (estado em que nasceu) e nos estados do Paraná, Goiás, Mato Grosso e Rio Grande do Sul - e uma rede de distribuição formada por 16 centros próprios e 13 terceirizados. No exterior, mantém escritórios comerciais na Europa e Oriente Médio e um centro de operações na Holanda.
Em 26 de junho de 2007, adquiriu a unidade de margarinas da Unilever, entre eles: Doriana, Claybom e Delicata por R$ 77 milhões. Em 30 de outubro de do mesmo ano, adquiriu a gaúcha Eleva Alimentos, dona das marcas Avipal (de frangos) e Elegê (de laticínios) por R$ 1,7 bilhão. Em 2008, adquire a marca de laticínios mineira Cotochés por R$ 54 milhões.
A Perdigão comemorou em 2008 seu 74º aniversário. Faz parte desde maio de 2009 do grupo Brasil Foods, união entre a Sadia e a Perdigão S/A.

## Curiosidades
O símbolo da empresa é decorrente do nascimento da empresa na Vila das Perdizes, hoje município catarinense de Videira. Perdiz é o outro nome para Perdigão.
Chester é uma marca registrada, referente a uma linhagem da espécie frango. Foi desenvolvida nos EUA por melhoramento genético a partir de uma linhagem escocesa, trazida ao Brasil em 1979. É maior, tem menos gordura e maior proporção de peito e coxa, comparado com o frango comum (mais de 70% do chester, contra 45% em um frango comum). A ideia principal era chegar a uma ave vistosa que fosse uma alternativa ao poderoso peru.
Nos documentos confidenciais da autoria da sociedade de advogados panamenha Mossack Fonseca, "Panama Papers", fornecem informações da empresa Perdigão sobre paraísos fiscais offshore.